# 구마모토 공항
구마모토 공항(일본어: 熊本空港,くまもとくうこう, IATA: KMJ, ICAO: RJFT은 일본 구마모토현 가미마시키군 마시키정에 있는 제2종공항으로 일본 육상자위대 다카유바라 분둔지(高遊原分屯地)와 활주로를 같이 쓰고 있으며 2005년 당시 구마모토 공항의 이용 승객수는 313만명으로 승객수 부문에서 미야자키 공항을 제치고 후쿠오카 공항, 가고시마 공항에 이어 규슈 지방 제3위의 공항으로 올라섰다.

## 운항 노선

### 국제선
| 항공사        | 목적지             |
| ------------- | ------------------ |
| 대한항공      | 서울(인천)         |
| 아시아나항공  | 서울(인천)         |
| 에어서울      | 서울(인천)         |
| 이스타항공    | 부산               |
| 티웨이항공    | 서울(인천)         |
| 홍콩 항공     | 홍콩               |
| 중화항공      | 타이베이(타오위안) |
| 스타럭스 항공 | 타이베이(타오위안) |

### 국내선
| 항공사        | 목적지                                       |
| ------------- | -------------------------------------------- |
| 일본항공      | 도쿄(하네다)                                 |
| 전일본공수    | 도쿄(하네다), 오사카(이타미)                 |
| 솔라시드 항공 | 도쿄(하네다)                                 |
| 아마쿠사 항공 | 아마쿠사, 오사카(이타미)                     |
| 아이벡스 항공 | 나고야(주부)                                 |
| 제트스타 재팬 | 도쿄(나리타), 나고야(주부)                   |
| 후지드림 항공 | 나고야(코마키), 시즈오카                     |
| ANA 윙스      | 나고야(주부), 오사카(이타미), 오키나와(나하) |
| J-에어        | 오사카(이타미)                               |